# Єфимов Дмитро Іванович
Дмитро Іванович Єфимов (1886, місто Раненбург Рязанської губернії, тепер місто Чаплигін Липецької області, Російська Федерація — розстріляний 3 жовтня 1938, місто Москва, Російська Федерація) — радянський діяч, народний комісар охорони здоров'я Української СРР, член ВУЦВК.

## Біографія
Народився в родині міщанина (з 1916 року — робітника) в місті Раненбурзі (або, за даними книги Скоркіна, в Одесі). Навчався в міському училищі міста Одеси.
У 1900—1906 роках — учень слюсаря, слюсар суднобудівного заводу Белліно-Сенберіх в Одесі.
Брав активну участь у революційному русі. З 1903 по 1905 рік був членом Партії соціалістів-революціонерів (есерів), у 1905 році був членом РСДРП, з 1905 по 1906 рік належав до анархістів.
У 1906 році служив у російській імператорській армії. З 1906 року — матрос на торгових суднах, учень морського технічного училища. Був заарештований, сидів у в'язниці, до 1917 року відбував каторгу в централі міста Смоленська. Весною 1917 року амністований.
У 1917 році — голова заводського комітету суднобудівного заводу Белліно-Сенберіх в Одесі. З 1917 по січень 1918 року — начальник загону Червоної гвардії суднобудівного заводу Белліно-Сенберіх. До березня 1918 року — голова селянської секції Одеської ради робітничих і солдатських депутатів.
Член РКП(б) з 1918 року.
У 1918 році — член правління Управління водного транспорту міста Новоросійська та голова Спілки водників Новоросійська. У 1918 році також був секретарем консульства Російської РФСР у місті Одесі (Українська Держава).
У грудні 1918 — січні 1919 року — емісар відділу закордонних справ робітничо-селянського уряду Української СРР.
У 1919 році служив у Червоній армії, був головою особливої продовольчої комісії 17-ї стрілецької дивізії РСЧА, рядовим комуністичного полку 45-ї стрілецької дивізії РСЧА.
У 1919—1920 роках — член колегії комісаріату продовольства Астраханської губернії.
У 1920 році — член правління Одеського губернського споживчого товариства.
У грудні 1920 — 1924 року — завідувач відділу охорони здоров'я Одеської губернії.
Одночасно з 1920 по 1922 рік навчався на медичному факультеті Новоросійського університету в Одесі, навчання не закінчив.
11 лютого 1925 — липень 1929 року — народний комісар охорони здоров'я Української СРР.
У 1929—1930 роках — інструктор Всеросійського центрального виконавчого комітету (ВЦВК).
З березня по липень 1931 року — член колегії Народного комісаріату охорони здоров'я Російської РФСР.
7 липня 1931 — 10 березня 1937 року — завідувач відділу охорони здоров'я виконавчого комітету Московської міської ради.
З 1937 по 20 лютого 1938 року — т.в.о. директора Всесоюзного об'єднання курортів Народного комісаріату охорони здоров'я СРСР.
20 лютого 1938 року заарештований органами НКВС. Засуджений Воєнною колегією Верховного суду СРСР 3 жовтня 1938 року до страти, розстріляний того ж дня. Похований на полігоні «Комунарка» біля Москви.
1 жовтня 1956 року посмертно реабілітований.